# Modri val
Modri val je glasbena skupina iz Kopra.
Ustanovljena je bila leta 1992.

## Zasedba
Ustanovna člana ansambla sta bila Damjan Krastič (harmonika in klaviature) ter Kajetan Lazar (kitara in petje).
Leta 1994 je na harmoniko prišel Marjan Krajnc, pridružila pa sta se mu še Damjan Jureš (bas) in Daniela Perne (vokal).
Leta 1995 je basista zamenjal Sandi Cej, pevko pa leta 1996 Ingrid Debevec.
Članstvo se je z leti precej spreminjalo.
Člani zasedbe (v letu 2014): Danijel Možina (harmonika in klaviature), Kajetan Lazar (kitara in glavni pevec), Robert Briščak (bariton, bas kitara in pozavna), Jerica Česnik Antler (ženski vokal), Marjan Jahn (trobenta in vodja ansambla), Stanislav Hreščak (klarinet in saksofon) ter Marko Počkaj (bobni).

## Delovanje
Ansambel Modri val je začel kot duo in trio, od leta 1994 pa nastopajo kot kvintet s pevskim sestavom.
Izvajajo lastno zabavno in narodnozabavno glasbo, pojejo v različnih jezikih, veliko tudi v narečju.
Nastopajo na Primorskem in v zamejstvu, sodelovali so v različnih radijskih in televizijskih programih.
Poželi so lepe uspehe na glasbenih festivalih, posneli sedem samostojnih albumov in veliko kompilacij v sodelovanju z drugimi glasbeniki.

## Glasbeni festivali

### Festival narodnozabavne glasbe Števerjan
- 1994: »Modri val« (I. Podpečan / I. Sivec)[2][3]
- 2007: »Ti, dežela ljubljena« (B. Lavrič / V. Bertok / I. Podpečan) – nagrada za najboljšo melodijo[4][5]
- 2009[6]

### Festival narodnozabavne glasbe Ptuj
- 1995: zlati Orfej[4]
- 2009: »Pesem iz srca«

### Slovenska polka in valček
- 1997: »Ta primorska burja«

### Večer slovenskih viž v narečju
- 2006: »Lübjez'n je b'la, ku druziga ni bluo« (V. Bertok / V. Bertok / I. Podpečan) – nagrada za najboljšo melodijo, 2. nagrada strokovne komisije za izvedbo[4][7]
- 2007: »Buo treba jet« (B. Lavrič / V. Bertok / I. Podpečan) – nagrada za najboljše besedilo[4][8]
- 2008: »Polka medežija« – 1. nagrada strokovne komisije za izvedbo[9]
- 2009: »Prve maj« (B. Lavrič / V. Bertok / I. Podpečan) – nagrada za najboljšo melodijo, 3. nagrada strokovne komisije za izvedbo[10]
- 2010: »Vuz ne trna« (V. Bertok) – 2. nagrada za najboljše besedilo[11][12]
- 2014: »Primorka«

### Festival narečnih popevk(Maribor)
- 2011: »Rožina« (M. Vlašič / V. Bertok / P. Greblo)

## Uspešnice
- »Nona Ivanka«
- »Ta primorska burja«
- »Primorske kelnarce«
- »Bandima«

## Diskografija

### Albumi
- Ansambel Modri val – Srečno poročen (COBISS) (kaseta, Helidon, 1990)
- Modri val iz Kopra – Ljubezen z obale (COBISS) (kaseta, Zlati zvoki, 1995)
- Modri val iz Kopra – Nona Ivanka (COBISS) (kaseta, Zlati zvoki, 1997)
- Modri val – Zapojmo, Primorci (CD, Zlati zvoki, 1998)[2]
- Modri val – Ne pozabi poletja (COBISS) (COBISS) (kaseta in CD, Zlati zvoki, 2000)
- Ansambel Modri val – Solinar (COBISS) (CD, Zlati zvoki, 2005)
- Marjan Zgonc – Marjan Zgonc poje Avsenikove pesmi (COBISS) (CD, Nika, 2009)
- Modri val – Ti, dežela ljubljena (COBISS) (CD, Zlati zvoki, 2011)

### Kompilacije
- Piknik muzikantov 3: 24 poskočnic z 8 super ansambli (COBISS) (CD, Zlati zvoki, 1995)
- Slovenska polka in valček '97 (COBISS) (COBISS) (COBISS) (kaseta, CD in videokaseta, RTV Slovenija, 1997)
- Super polka mix (COBISS) (kaseta, Zlati zvoki, 1997)
- Pesmi za vse mame (COBISS) (kaseta, Zlati zvoki, 1997)
- Super polka mix 2 (COBISS) (CD, Zlati zvoki, 1998)
- Zabavna hit parada '99 (COBISS) (CD, Zlati zvoki, 1999)
- Piknik muzikantov 4 (COBISS) (CD, Zlati zvoki, 2000)
- Super polka mix 4 (COBISS) (CD, Zlati zvoki, 2001)
- Non stop polka: 20 poskočnih polk za veselo razpoloženje (COBISS) (CD, Zlati zvoki, 2005)
- 6. Večer slovenskih viž v narečju: Škofja Loka 2006 (COBISS) (CD, RTV Slovenija, 2006)
- Festivalske uspešnice (COBISS) (CD, Zlati zvoki, 2006)
- 7. Večer slovenskih viž v narečju: Škofja Loka 2007 (COBISS) (CD, RTV Slovenija, 2007)
- Po lojtrci domačih 1 (COBISS) (CD, Zlati zvoki, 2007)
- Jože Galič – Vse melodije moje mladosti (COBISS) (CD, Zlati zvoki, 2008)
- 8. Večer slovenskih viž v narečju: Škofja Loka 2008 (COBISS) (CD, Vox, 2008)
- 9. Večer slovenskih viž v narečju: Škofja Loka 2009 (COBISS) (CD, Zlati zvoki, 2009)
- 40. festival narodno zabavne glasbe: Ptuj 2009 (COBISS) (CD, RTV Slovenija, 2009)
- 42. festival narečnih popevk 2011 (COBISS) (CD, RTV Slovenija, 2011)
- 14. Večer slovenskih viž v narečju / 14. Festival delle canzoni dialettali slovene: Zgonik 2014 (COBISS) (CD, Radio Sora, 2014)
- Aledory – Zatancajmo za jubav (CD in MP3, Menart, 2018)